# Jules Jean-Baptiste François de Chardebœuf
Jules Jean-Baptiste François de Chardebœuf, mieux connu sous son titre de comte de Pradel (13 juillet 1779 - 20 septembre 1857) est un homme politique, militaire et noble française.

## Biographie
Il est né au château des Essards, propriété de son père, Jean-Louis de Chardebœuf, comte de Pradel, chevalier de Saint-Louis, seigneur des Essards et de Lamotte, nommé maréchal de camp en 1783, mestre de camp et colonel du 1er régiment de carabiniers de Monsieur en 1788. Le château lui a été apporté par son mariage avec Adélaïde-Charlotte-Louise de la Gasnerie, la fille d'un régisseur de la compagnie des Indes. Il fait partie des états de la noblesse qui se réunit à Angers en mars 1789.
Jean-Louis de Chardebœuf de Pradel était le fils de Jean-Baptiste de Chardebœuf, marquis de Pradel, né le 14 juin 1709 à Azérables, et de Marie Anne Catherine Lucie Luthier. Jean-Baptiste de Chardebœuf de Pradel a été lieutenant général des armées du roi en 1780. Il a émigré en 1791 et commandé une brigade de l'armée des princes, puis un corps à la solde de l'Angleterre. Il est mort à Londres en 1792.
Il était le neveu de Eutrope Alexis de Chardebœuf de Pradel, dit l'abbé Pradel, prêtre, docteur en Sorbonne, dernier abbé commendataire (1782-1791) de l'abbaye Notre-Dame d'Évron et vicaire général du diocèse de Limoges. Il a été en 1795 aumônier des Chouans. Arrêté en avril 1796, il est fusillé le 10 août 1796.
Il émigre avec ses parents en Angleterre en 1792. Il revient en France en 1814, au moment de la première Restauration.
Pendant le règne de Louis XVIII il est Premier chambellan et maître de la Garde-Robe et directeur général du ministère de la Maison du roi en 1816. La même année il est élu membre libre de l'Académie des Beaux-Arts, au fauteuil 4.
Le musée royal du Louvre, le musée du Luxembourg, le Théâtre Français et l'Opéra de Paris dépendent alors de la Maison du roi.
Sous Charles X, il est membre du Conseil privé.
Il s'est marié en 1817 avec Agélique Laure Hermine de Martel, née à Autry le 24 nivôse an X (14 janvier 1802), morte en 1870.
Il est conseiller général de Loir-et-Cher en 1848.

## Décoration
- Officier de la Légion d'honneur

## Publication
- Jules Jean-Baptiste François de Chardebœuf, comte de Pradel, Des Principes de la monarchie constitutionnelle et de leur application en France et en Angleterre, Le Normant libraire, Paris, 1820 Gallica